# Gran Premio motociclistico della Comunità Valenciana 2009
Il Gran Premio motociclistico della Comunità Valenciana 2009 corso l'8 novembre, è stato il diciassettesimo e ultimo Gran Premio della stagione 2009 e ha visto vincere: Daniel Pedrosa in MotoGP, Héctor Barberá nella classe 250 e Julián Simón nella classe 125.
Un unico titolo mondiale non era ancora stato assegnato matematicamente, quello della classe 250 che era anche alla sua ultima apparizione nelle gare del motomondiale prima di essere sostituita dalla Moto2. Al termine della gara se lo aggiudica il giapponese Hiroshi Aoyama alla guida della Honda; il titolo riservato ai costruttori se lo aggiudica invece l'Aprilia.

## MotoGP

### Arrivati al traguardo
| Pos | Nº | Pilota           | Squadra                 | Motocicletta | Giri | Tempo     | Griglia | Punti |
| --- | -- | ---------------- | ----------------------- | ------------ | ---- | --------- | ------- | ----- |
| 1   | 3  | Dani Pedrosa     | Repsol Honda            | Honda        | 30   | 46'47"553 | 2       | 25    |
| 2   | 46 | Valentino Rossi  | Fiat Yamaha             | Yamaha       | 30   | +2"630    | 4       | 20    |
| 3   | 99 | Jorge Lorenzo    | Fiat Yamaha             | Yamaha       | 30   | +2"913    | 3       | 16    |
| 4   | 5  | Colin Edwards    | Monster Yamaha Tech 3   | Yamaha       | 30   | +32"515   | 5       | 13    |
| 5   | 69 | Nicky Hayden     | Ducati Marlboro         | Ducati       | 30   | +34"585   | 6       | 11    |
| 6   | 24 | Toni Elías       | San Carlo Honda Gresini | Honda        | 30   | +34"888   | 8       | 10    |
| 7   | 11 | Ben Spies        | Sterilgarda Yamaha      | Yamaha       | 30   | +37"706   | 9       | 9     |
| 8   | 4  | Andrea Dovizioso | Repsol Honda            | Honda        | 30   | +38"364   | 10      | 8     |
| 9   | 36 | Mika Kallio      | Pramac Racing           | Ducati       | 30   | +42"491   | 11      | 7     |
| 10  | 15 | Alex De Angelis  | San Carlo Honda Gresini | Honda        | 30   | +43"689   | 12      | 6     |
| 11  | 14 | Randy de Puniet  | LCR Honda               | Honda        | 30   | +46"018   | 7       | 5     |
| 12  | 52 | James Toseland   | Monster Yamaha Tech 3   | Yamaha       | 30   | +50"226   | 14      | 4     |
| 13  | 44 | Aleix Espargaró  | Pramac Racing           | Ducati       | 30   | +57"168   | 16      | 3     |
| 14  | 65 | Loris Capirossi  | Rizla Suzuki            | Suzuki       | 30   | +1'06"877 | 13      | 2     |
| 15  | 7  | Chris Vermeulen  | Rizla Suzuki            | Suzuki       | 30   | +1'11"701 | 18      | 1     |
| 16  | 41 | Gábor Talmácsi   | Scot Racing             | Honda        | 30   | +1'14"405 | 17      |       |
| 17  | 33 | Marco Melandri   | Hayate Racing           | Kawasaki     | 30   | +1'33"425 | 15      |       |

### Non partito
| Nº | Pilota       | Squadra         | Motocicletta | Griglia |
| -- | ------------ | --------------- | ------------ | ------- |
| 27 | Casey Stoner | Ducati Marlboro | Ducati       | 1       |

## Classe 250
Dopo 716 apparizioni dall'istituzione del motomondiale nel 1949 e dal debutto avvenuto in occasione della prima gara assoluta, il Tourist Trophy 1949, termina il suo corso la quarto di litro.

### Arrivati al traguardo
| Pos | Nº | Pilota              | Squadra                 | Motocicletta | Giri | Tempo     | Griglia | Punti |
| --- | -- | ------------------- | ----------------------- | ------------ | ---- | --------- | ------- | ----- |
| 1   | 40 | Héctor Barberá      | Pepe World Team         | Aprilia      | 27   | 44'10"601 | 2       | 25    |
| 2   | 19 | Álvaro Bautista     | Mapfre Aspar            | Aprilia      | 27   | +3"663    | 8       | 20    |
| 3   | 35 | Raffaele De Rosa    | Scot Racing             | Honda        | 27   | +5"665    | 10      | 16    |
| 4   | 12 | Thomas Lüthi        | Emmi - Caffe Latte      | Aprilia      | 27   | +5"680    | 5       | 13    |
| 5   | 14 | Ratthapark Wilairot | Thai Honda PTT SAG      | Honda        | 27   | +13"601   | 3       | 11    |
| 6   | 17 | Karel Abraham       | Cardion AB Motoracing   | Aprilia      | 27   | +13"697   | 6       | 10    |
| 7   | 4  | Hiroshi Aoyama      | Scot Racing             | Honda        | 27   | +27"438   | 4       | 9     |
| 8   | 25 | Alex Baldolini      | WTR San Marino          | Aprilia      | 27   | +35"097   | 11      | 8     |
| 9   | 15 | Roberto Locatelli   | Metis Gilera            | Gilera       | 27   | +35"866   | 13      | 7     |
| 10  | 48 | Shōya Tomizawa      | CIP Moto - GP250        | Honda        | 27   | +40"176   | 15      | 6     |
| 11  | 73 | Shūhei Aoyama       | Racing Team Germany     | Honda        | 27   | +49"095   | 19      | 5     |
| 12  | 52 | Lukáš Pešek         | Auto Kelly - CP         | Aprilia      | 27   | +53"132   | 17      | 4     |
| 13  | 11 | Balázs Németh       | Balatonring Team        | Aprilia      | 27   | +1'06"014 | 18      | 3     |
| 14  | 63 | Mike Di Meglio      | Mapfre Aspar            | Aprilia      | 27   | +1'18"692 | 14      | 2     |
| 15  | 53 | Valentin Debise     | CIP Moto - GP250        | Honda        | 27   | +1'18"876 | 20      | 1     |
| 16  | 8  | Bastien Chesaux     | Matteoni Racing         | Aprilia      | 26   | +1 giro   | 22      |       |
| 17  | 56 | Vladimir Leonov     | Viessmann Kiefer Racing | Aprilia      | 26   | +1 giro   | 21      |       |
| 18  | 33 | William Dunlop      | Bigman Racing           | Honda        | 26   | +1 giro   | 24      |       |
| 19  | 10 | Imre Tóth           | Toth Aprilia            | Aprilia      | 26   | +1 giro   | 23      |       |

### Ritirati
| Nº | Pilota           | Squadra           | Motocicletta | Giri | Griglia |
| -- | ---------------- | ----------------- | ------------ | ---- | ------- |
| 16 | Jules Cluzel     | Matteoni Racing   | Aprilia      | 23   | 12      |
| 58 | Marco Simoncelli | Metis Gilera      | Gilera       | 20   | 1       |
| 7  | Axel Pons        | Pepe World Team   | Aprilia      | 19   | 16      |
| 75 | Mattia Pasini    | Paddock GP Racing | Aprilia      | 11   | 7       |
| 55 | Héctor Faubel    | Honda SAG         | Honda        | 7    | 9       |

### Non partito
| Nº | Pilota     | Squadra                     | Motocicletta | Griglia |
| -- | ---------- | --------------------------- | ------------ | ------- |
| 6  | Alex Debón | Aeropuerto-Castello-Blusens | Aprilia      | [ 2 ]   |

## Classe 125

### Arrivati al traguardo
| Pos | Nº | Pilota             | Squadra                 | Motocicletta | Giri | Tempo     | Griglia | Punti |
| --- | -- | ------------------ | ----------------------- | ------------ | ---- | --------- | ------- | ----- |
| 1   | 60 | Julián Simón       | Bancaja Aspar           | Aprilia      | 24   | 41:17.553 | 1       | 25    |
| 2   | 38 | Bradley Smith      | Bancaja Aspar           | Aprilia      | 24   | +0.220    | 3       | 20    |
| 3   | 44 | Pol Espargaró      | Derbi Racing            | Derbi        | 24   | +12.123   | 8       | 16    |
| 4   | 24 | Simone Corsi       | Fontana Racing          | Aprilia      | 24   | +17.577   | 2       | 13    |
| 5   | 78 | Marcel Schrötter   | Toni - Mang Team        | Honda        | 24   | +17.917   | 7       | 11    |
| 6   | 6  | Joan Olivé         | Derbi Racing            | Derbi        | 24   | +18.334   | 5       | 10    |
| 7   | 7  | Efrén Vázquez      | Derbi Racing            | Derbi        | 24   | +18.502   | 12      | 9     |
| 8   | 11 | Sandro Cortese     | Ajo Interwetten         | Derbi        | 24   | +18.553   | 10      | 8     |
| 9   | 35 | Randy Krummenacher | Degraaf Grand Prix      | Aprilia      | 24   | +18.731   | 15      | 7     |
| 10  | 18 | Nicolás Terol      | Jack & Jones Team       | Aprilia      | 24   | +21.280   | 6       | 6     |
| 11  | 77 | Dominique Aegerter | Ajo Interwetten         | Derbi        | 24   | +23.635   | 19      | 5     |
| 12  | 8  | Lorenzo Zanetti    | Ongetta Team I.S.P.A.   | Aprilia      | 24   | +34.369   | 22      | 4     |
| 13  | 39 | Luis Salom         | Jack & Jones Team       | Aprilia      | 24   | +37.950   | 24      | 3     |
| 14  | 73 | Takaaki Nakagami   | Ongetta Team I.S.P.A.   | Aprilia      | 24   | +38.090   | 18      | 2     |
| 15  | 14 | Johann Zarco       | WTR San Marino          | Aprilia      | 24   | +40.043   | 21      | 1     |
| 16  | 33 | Sergio Gadea       | Bancaja Aspar           | Aprilia      | 24   | +44.478   | 14      |       |
| 17  | 93 | Marc Márquez       | Red Bull KTM Moto Sport | KTM          | 24   | +58.437   | 4       |       |
| 18  | 53 | Jasper Iwema       | Racing Team Germany     | Honda        | 24   | +1:03.814 | 25      |       |
| 19  | 42 | Alberto Moncayo    | Andalucia Aprilia       | Aprilia      | 24   | +1:08.362 | 34      |       |
| 20  | 71 | Tomoyoshi Koyama   | Loncin Racing           | Loncin       | 24   | +1:24.971 | 29      |       |
| 21  | 87 | Luca Marconi       | CBC Corse               | Aprilia      | 23   | +1 giro   | 33      |       |

### Ritirati
| Nº | Pilota           | Squadra                 | Motocicletta | Giri | Griglia |
| -- | ---------------- | ----------------------- | ------------ | ---- | ------- |
| 16 | Cameron Beaubier | Red Bull KTM Moto Sport | KTM          | 23   | 17      |
| 10 | Luca Vitali      | CBC Corse               | Aprilia      | 21   | 35      |
| 94 | Jonas Folger     | Ongetta Team I.S.P.A.   | Aprilia      | 17   | 20      |
| 76 | Iván Maestro     | Hune Racing Team-RZT    | Aprilia      | 11   | 32      |
| 21 | Jakub Kornfeil   | Loncin Racing           | Loncin       | 9    | 31      |
| 17 | Stefan Bradl     | Viessmann Kiefer Racing | Aprilia      | 8    | 16      |
| 32 | Lorenzo Savadori | Junior GP Racing Dream  | Aprilia      | 6    | 27      |
| 12 | Esteve Rabat     | Blusens Aprilia         | Aprilia      | 5    | 11      |
| 45 | Scott Redding    | Blusens Aprilia         | Aprilia      | 5    | 9       |
| 50 | Sturla Fagerhaug | Red Bull KTM Moto Sport | KTM          | 4    | 30      |
| 88 | Michael Ranseder | CBC Corse               | Aprilia      | 3    | 23      |
| 29 | Andrea Iannone   | Ongetta Team I.S.P.A.   | Aprilia      | 1    | 13      |

### Non partiti
| Nº | Pilota       | Squadra            | Motocicletta | Griglia |
| -- | ------------ | ------------------ | ------------ | ------- |
| 95 | Joan Perello | SAG Castrol        | Honda        | 26      |
| 99 | Danny Webb   | Degraaf Grand Prix | Aprilia      | 28      |

### Non qualificato
| Nº | Pilota          | Squadra         | Motocicletta |
| -- | --------------- | --------------- | ------------ |
| 19 | Quentin Jacquet | Matteoni Racing | Aprilia      |